# LR66
LR66 — китайская РЛС управления огнем для ЗРАК типа 730, разработанная 20-м Научно-исследовательским институтом корпорации China Electronics Technology Group Corporation (CETGC, 中国电子科技集团公司第二十研究所), также известного как Сианьский научно-исследовательский институт технологий навигации (西安导航技术研究所).
Разработан как одна из последних модификаций РЛС линии Type 347/Type 348/Type 349/LR66, LR66. Предназначен для управления ЗРАК малого калибра и артиллерии более крупных калибров. Система очень компактна, размещается в двух шкафах и одной консоли оператора. Подключен к РЛС обзора через спецификацию Ethernet.
- Диапазон: X или J;
- Вероятность поражения цели: 90 %;
- Дальность обнаружения цели с ЭПР 2 кв. м: более 18 км;
- Дальность обнаружения цели с ЭПР 0,1 кв. м: более 9 км;
- Максимальная эффективная высота цели: 15 км;
- Диапазон перестройки частоты : более 2 ГГц;
- Точность по азимуту: 1,2 мрад;
- Точность по углу места: 1.2 мрад;
- Точность по дальности: 5 м.